# Sports Aventure
Pour les articles homonymes, voir Aventure (homonymie).
Sports Aventure est une entreprise française qui commercialise des équipements, matériels, accessoires et textiles de sport en passant par la glisse hiver, les sports nautiques, la glisse urbaine, le running, le camping… 
Elle a été créée en 1989 à Bordeaux, France.

## Histoire

### Création
L’origine de Sports Aventure commence en 1972. Pierre et Marie-Louise Mercier reprennent le magasin de sport Igloo Sport rue de Cursol à Bordeaux. Grâce à leur expérience et leur dynamisme, ce magasin réussit à se faire un nom à Bordeaux, jusqu’en 1987 date de sa revente au joueur de football international Alain Giresse et des proches. Les repreneurs n’ayant pas su garder l’ADN du magasin, ce dernier périclite. Sur les cendres d’Igloo Sport Bordeaux, Patrick Mercier, fils de Pierre et Marie-Louise Mercier ainsi que son associé, Gérard Lautrain créent « Sports Aventure » en 1989.

### Commerce en ligne
En 2006, Sports Aventure se lance dans le commerce en ligne et crée son site internet. Il référence de nombreuses marques de sport telles que Salomon, Fusalp, Rossignol, Völkl…

### Sports nautiques
Le cœur de métier de Sports Aventure étant les sports d’hiver, son activité était très saisonnière. Pour surmonter cela, en 2016, le distributeur fait l’acquisition d'Avenue Nautique,, une startup spécialiste dans la distribution d’articles de sports nautiques (wakeboard, ski nautique, surf, stand up paddle…).
« L’acquisition d'Avenue Nautique ouvre de belles perspectives à Sports Aventure auprès des bases nautiques, des collectivités ou encore des armées » selon Sud Ouest.

## Années 2010
L’entreprise compte désormais deux magasins rue de Cursol à Bordeaux ainsi que deux sites internet sports-aventure.fr et avenuenautique.com. Elle possède également son propre entrepôt situé à Bègles. 
L’entreprise s’est diversifiée : outre la glisse hiver et les sports nautiques, elle propose les rayons camping, running / trail, objets connectés...